# Inostemma nelgiense
Inostemma nelgiense är en stekelart som beskrevs av Durgadas Mukerjee 1981. Inostemma nelgiense ingår i släktet Inostemma och familjen gallmyggesteklar. Inga underarter finns listade i Catalogue of Life.